# Maria Giuseppina Valdettaro
Maria Giuseppina Valdettaro (Savona, 3 febbraio 1889 – Savona, 2 maggio 1984) è stata una religiosa italiana.
Su ispirazione di Don Orione fu una delle fondatrici delle Piccole suore missionarie della carità, prima di creare, nel 1927, l'Opera di Santa Teresa del Bambino Gesù "Nido di Rondini" che da allora accoglie bambini abbandonati, orfani e poveri, conosciuti col nome di "rondinini".

## Biografia
Nacque a Savona, nella villa di famiglia che si trova nel quartiere di Legino, figlia del marchese Luigi Domenico Valdettaro, patrizio genovese, e della nobile Erminia dei marchesi Da Passano, sorella di Manfredo Da Passano. Fin da ragazzina dedicò la propria vita all'assistenza delle persone bisognose. A ventitré anni incontrò Luigi Orione, che rimase stupito dalla sua predisposizione al bene e decise quindi di coinvolgerla, insieme a Catarina Volpini, nella fondazione di una nuova opera caritativa, che prenderà poi il nome di Piccole suore missionarie della carità. Nel 1927, dopo dieci anni, quando ormai le missionarie erano diventate duecento, Maria Giuseppina Valdettaro lasciò l'opera per fondare sempre a Savona una nuova congregazione: l'Opera di Santa Teresa del Bambino Gesù “Nido di Rondini”.
Morì nella sua casa di Savona il 2 maggio 1984 all'età 95 anni, e fu sepolta sulle alture savonesi presso la Certosa di Loreto.

## L'Opera di Santa Teresa di Gesù Bambino
L'Opera attualmente annovera una dozzina di consacrate e gestisce due asili a Savona ne quartiere di Legino ed a Finale Ligure nel rione di Finalpia e una casa estiva a Cà de Ferrè nell'entroterra di Savona presso la frazione Naso di Gatto, ma negli anni di maggiore impegno, come il 1943, accoglieva 240 bambini e bambine abbandonate, tra il quartiere savonese di Legino e la certosa di Loreto trasformata in asilo nido per orfani detti Rondini negli anni 30-40, villa Lydia a Finalpia, Noli (nell'ex Vescovado), Pantasina (Imperia) e poi in località Montenotte nel comune di Cairo Montenotte in vacanza a turno, nella villetta e vasta proprietà donata da Angelo Lavagna, ed infine anche a Mentone.